# Atkinson and Gilmanton Academy Grant
Atkinson and Gilmanton Academy Grant è un territorio (civil township) degli Stati Uniti d'America facente parte della contea di Coos nello stato del New Hampshire.